# 一之濑梅
一之濑梅（1997年3月17日—）是一名日本退役游泳运动员，毕业于近畿大学。她是目前女子200米混合泳SM9级、50米自由泳S9级、100米自由泳S9级、100米仰泳S9级、100米蛙泳SB9级的日本纪录保持者。其爱称为“水公主”。

## 生平
一之濑梅出生于日本京都府京都市，她的父亲是英国人，母亲是日本人。在她出生时即患有先天性右前腕缺损症，因此她的右腕较常人更为短小。
因为家里多使用英语对话，一之濑从小就能说一口流利的英语。她一岁半的时候开始学习游泳，但在小学时，当地的游泳学校以残疾为理由拒绝了一之濑，为此她一度很是痛苦。在她小学四年级时曾在英国留学1年，期间参加了一场游泳比赛。高中三年级时，她代表日本参加了2014年仁川亚残运会游泳项目女子200米混合泳SM9级、100米蛙泳SB9级、50米自由泳S9级、100米仰泳S9级，共摘得2银2铜共4枚奖牌。
2015年2月，一之濑在第8届全日本高等学校英语演讲比赛中以“残疾人个体与社会模式”为题发表演讲，并荣获冠军。
2015年4月，一之濑在近畿大学开启了大学生涯。同年7月在格拉斯哥举办的世界残疾人游泳锦标赛上，一之濑凭借优异成绩，顺利进入女子200米混合泳SM9级决赛。
2016年3月6日，在2016年里约残奥会选手选拔赛中，一之濑以将个人最好成绩缩短4秒16的2分41秒35的日本新记录内定出场。但在残奥会比赛中，一之濑表现不佳，在她所参加的6个游泳比赛项目中都未能闯进决赛。
2019年3月，一之濑从近畿大学毕业。毕业後担任大学职员，在近畿大学与澳大利亚两地训练。
2021年10月27日，一之濑宣布退役。

## 个人最好成绩
| 项目           | 泳池类型 | 级别 | 記録      | 日期           | 大赛名                                   | 备注     |
| -------------- | -------- | ---- | --------- | -------------- | ---------------------------------------- | -------- |
| 200m個人混合泳 | 长池     | SM9  | 2分41秒35 | 2016年3月6日   | 里约残奥会日本选手选拔赛暨春季静冈记录会 | 日本記録 |
| 50m自由泳      | 长池     | S9   | 31秒06    | 2015年9月5日   | 2015年日本残疾人运动会                   | 日本記録 |
| 100m自由泳     | 长池     | S9   | 1分09秒16 | 2013年10月28日 | 2013年亚洲青年残疾人运动会               | 日本記録 |
| 100m仰泳       | 长池     | S9   | 1分18秒97 | 2015年7月13日  | 2015年格拉斯哥世界残疾人游泳锦标赛       | 日本記録 |
| 50m蛙泳        | 长池     | SB9  | 40秒80    | 2016年6月11日  | 2016年德国公开赛                         | 亚洲記録 |
| 100m蛙泳       | 长池     | SB9  | 1分25秒83 | 2016年6月9日   | 2016年德国公开赛                         | 日本記録 |

## 出演

### 广告
- 【WOW BEAUTIFUL NAME篇】、【WOW MESSAGE 一之濑梅】 （2017年1月、丰田汽车）[17]
- 【WOW】MESSAGE MOVIE 运动篇（2016年5月、丰田汽车）[18]
- 【WOW】讨厌一郎篇（2016年8月、丰田汽车）
- 【WOW】一郎&一之濑梅篇（2016年8月、丰田汽车）

## 作品

### 書籍
- 「私が今日も、泳ぐ理由　パラスイマー一ノ瀬メイ」[13]（金治直美著、学研M文庫出版）